# Kontrolling
A kontrolling vagy controlling felöleli a célmeghatározás, tervezés és a kontroll (a szó irányítási és szabályozási értelmében) folyamatait a pénzügyek és a gyártás / termelés területein. A kontrolling olyan tevékenységeket is magába foglal, mint a döntéshozatal, értelmezés és fókuszálás. Ebből következően a menedzsmentnek foglalkoznia kell kontrolling tevékenységgel, hiszen nekik kell meghatározniuk, hogy milyen költségkeretek mellett milyen és mekkora célokat is kell elérni. Az elért eredményért a felelősség őket terheli. Éppen ezért ezt a vezetői tevékenységet minden vállalatnál el kell látni, még a kisebb vállalkozásoknál is.

## Irányzatok
Hagyományosan a kontrollingot két jól elkülöníthető irányzat jellemezte az elmúlt évtizedekben.
A német megközelítés szerint a kontrolling egy olyan eszközrendszer, melynek alapvető rendeltetése a tervezés és a kontroll, valamint a vezetői döntésekhez szükséges információellátás összehangolása és támogatása, s melynek kialakításáért és működtetéséért a kontroller, illetve a kontrolling egység/szervezet a felelős. Horváth Péter könyvében a következő definíciót adja: „A controlling olyan funkciókat átfogó irányítási eszköz, amelynek a feladata a tervezés, az ellenőrzés és az információ-ellátás összehangolása. E feladat megvalósításáért a controller a felelős.”
Ezzel szemben az angolszász világban elterjedt management control kifejezés arra utal, hogy a tervezés és a kontroll a vezetés része. A vezetési funkcióként értelmezett „management control” az a folyamat, amely által a vezetők biztosítják az erőforrások eredményes és hatékony elosztását és felhasználását a szervezet céljainak elérése érdekében. Erre a szemléletre épül Robert N. Anthony elméleti kerete, mely talán a legismertebb angolszász modell. A management control legfontosabb tartalmi elemei: a programozás, a kerettervezés, a végrehajtás, valamint az értékelés; vagyis egyszerre tervezési és kontroll tevékenység – mivel ezek el sem választhatóak egymástól.
A kontrolling több mint egy évszázados történelemre tekint vissza, melynek során a számvitelen belül fokozatosan kialakult a költségek és teljesítmények tervezéséért, elszámolásáért felelős, a menedzsment információigényét mind jobban kielégítő vezetői számvitel. Az operatív szervezeti működés mellett az elmúlt évtizedben a kontrolling már a stratégiai szinten is megjelent.

## Történet
A számviteli információ vezetői eszközként való használatának elmélete a századelőn a német üzemgazdasági iskola képviselőinek, illetve velük párhuzamosan néhány amerikai kutatónak a munkássága nyomán alakult ki.
A német vállalat-gazdaságtani (üzemgazdasági) iskolának kiemelkedő szerepe volt a számvitel – máig használatos – elméleti alapjainak megteremtésében, így egyrészt az eszközök és források alakulását megfelelően mutatni képes mérlegbeszámoló modell (Walter Le Coutre és Friedrich Schär), másrészt a létrehozott új érték, illetve az annak érdekében tett felhasználások, költségek megfelelő mérését, egységes vállalati számviteli modellbe illesztését (Eugen Schmalenbach).
A 20. század első felének költségszámítási gyakorlatáról viszont az amerikai vállalattörténeti irodalom jóvoltából kaphatunk részletes képet. A tömegtermeléssel és értékesítéssel foglalkozó nagyüzemek, többek között egyes óriási textilgyárak, vasúti társaságok vezetői úttörő szerepet játszottak a könyvelésből származó adatok koordinációs, illetve kontroll célokra való felhasználásában. A gyártott termékek, nyújtott szolgáltatások közvetlen előállítási költségeinek számbavételére, illetve termelékenységi statisztikák, mutatók alkalmazására koncentráltak. Az amerikai irányzat továbbfejlődésében a „tudományos vezetés” (scientific management) iskola követőinek (Frederick Taylor, Hamilton Church, Henry Gantt) jelentős szerep jutott.
A kezdeteket követően mindkét iskola képviselői eljutottak az üzemi általános költségek termékekhez rendelésének kérdésköréhez. Míg ezen a téren sikeresen alkottak megoldásokat, addig elmaradt a vállalati általános költségek, illetve a tőkeköltségek kezelése.
A fejlődés következő állomását az jelentette, amikor az 1920-as, 30-as években a növekvő vállalati méretek, a diverzifikáció, a területi széttagoltság által életre hívott divizionális szervezetek elterjedése elvezetett a felelősségi elvű vezetői számvitel kialakulásához. A cél itt egy olyan irányítási rendszer létrehozása volt, amely lehetővé tette a viszonylag nagy önállósággal működő vállalati egységek tevékenységének összhangba hozását egymással és az összvállalati célokkal. A vállalati vezetők úgy látták megoldhatónak az operatíve nem felügyelhető vállalatrészek teljesítményének kontrollját, hogy felelősségi és elszámolási egységeket alakítottak ki belőlük. Ezt az Alfred P. Sloan, Pierre du Pont, Donaldson Brown nevéhez kötődő szervezetalakítási módszert máig használják. Aszerint, hogy a divízióvezetők felelőssége a működés mely területeire terjed ki: költség, profit és befektetési központokról beszélhetünk.
A kontrolling a 20. század évtizedeiben fokozatosan fejlődött tovább az elmélet és a gyakorlat összjátéka mentén; az egyetemek kutatói és a vállalati szakemberek mind jobban működő módszerek kialakítására törekedtek. Eközben gazdagodott az eszköztár, s az informatikai támogatás is mind hatékonyabbá vált.
A vezetéselmélet korai időszakától kezdve az egyik leggyakoribb kérdés az volt, hogy miként definiálható a vezetés, melyek a funkciói. A vezetési funkcióként értelmezett tervezés és kontroll az egyik kiindulópontja napjaink egyik legelterjedtebb angolszász modelljének, a Robert N. Anthony által az 1960-as években kidolgozott elméleti keretnek. A vezetési funkcióként értelmezett „management control az a folyamat, amely által a vezetők biztosítják az erőforrások eredményes és hatékony elosztását és felhasználását a szervezet céljainak elérése érdekében”. Eszerint a „management control” alapvetően vezetési funkció, melynek legfontosabb tartalmi elemei: a programozás, a kerettervezés, a végrehajtás, valamint az értékelés; vagyis egyszerre tervezési és kontroll tevékenység – mivel ezek nem választhatóak el egymástól.
Az időtávot, irányultságot és szisztematikusságot tekintve három tervezési és kontroll szint választható el: a stratégia-alkotás, a management control és a feladat-kontroll szintje.
Látható, hogy az elmélet és a gyakorlat szorosan egymáshoz kapcsolódva, egymást támogatva, de gyakran egymást megkerülve fejlődött ezekben az évtizedekben.
Az 1980-as évek közepétől azonban egyre nagyobb teret nyert az a vélemény, amely szerint a stratégiai irányítás szintjén is szükség van egyfajta – stratégiai – controllingra. A stratégiai controlling / stratégiai vezetői számvitel keretében több, egymáshoz is kapcsolódó fejlődési irány, gyakorlati módszertan alakult ki.
Sok kritika érte a hagyományos, fedezeti elvre épülő költségszámítási rendszereket, valamint a hosszabb távú eredményességet és értékteremtő képességet figyelmen kívül hagyó tervezési és elemzési eszközöket. A stratégiai vezetői számvitel eszközei már újfajta irányultságot tükröznek.
Az értéklánc szemlélet annak hangsúlyozását jelenti, hogy a bevételeket és a költségeket, a hozzáadott értéket nem elegendő az adott szervezet kapuin belüli kérdésként kezelni, hanem a teljes értéklánc szem előtt tartásával kell meghozni ezekről a döntéseket.
Az életciklus irányultság a korábban általánosan elfogadott költségfogalom kiterjesztésén alapul.
Az előzőekkel összhangban áll az a gondolat is, hogy szükséges a költségelszámolás során alkalmazott költségokozók stratégiai szempontú felülvizsgálata. A hagyományos elszámolási módokkal az a probléma, hogy nem mindig megfelelően fejezik ki a költségek felmerülésének tényleges okát.
Az amerikai szerzők által kidolgozott „tevékenység alapú költségszámítás” (ABC-costing azaz Activity Based Costing), illetve a német elméletalkotók és gyakorlati szakemberek által alkalmazott „Folyamatköltség-számítás” (Prozesskostenrechnung) ebben a kérdéskörben kínál segítséget. A két irányzat alapgondolata lényegében azonos: a szervezetek erőforrásaikat alapvetően tevékenységek, illetve folyamatok végrehajtása során használják fel, ezért logikus az, hogy a költségokozók, költségviselés szintjén is alkalmazzuk a folyamatszemléletet. (Bővebben lásd: Folyamatmenedzsment)
Japánból indult el, s mára a stratégiai vezetői számvitel ismert elemévé vált az ún. célköltség-számítás. Ennek keretében a vevők igényeiből kiindulva értékelik a termék összetevőit, tulajdonságait, hogy aztán a cég profitkitűzését figyelembe véve – az ártól visszafelé haladva – meghatározzák a piac által „megengedett költség”-eket.
Létezik azonban egy másfajta megközelítés is, melynél a controlling már mint a stratégia kialakításának, lefordításának, követésének, illetve a visszacsatolás elvégzésének komplex eszközeként jelenik meg. Az ide tartozó modellek, módszerek átlépést jelentenek a stratégiai menedzsment témakörébe, s jóval többek a hagyományos pénzügyi tervezésnél, elemzésnél.(Bővebben lásd: Benchmarking)
A Balanced Scorecard koncepció – mint az nevéből is látható – a kiegyensúlyozott szervezeti teljesítményre helyezi a hangsúlyt. A kiegyensúlyozottság azt jelenti, hogy az időszakról időszakra elért pénzügyi eredmény vizsgálatán túl más dimenziókat is bevon: a vevők ítélete, a működési folyamatok milyensége és a vállalat tanulási képességei fontos értékelési szempontok, elhanyagolásuk a stratégia megvalósításának gátja
Az „értékközpontú vezetés” arra az alapfeltételezésre épül, hogy a szervezetek irányítása során előálló döntési helyzetekben mindig a tulajdonosok számára teremtett (többlet) érték kell, hogy vezéreljen minket. A tulajdonosi érték a vállalat értéke és a hitelek értéke közötti különbségként adódik. Míg az utóbbi viszonylag könnyebben értékelhető, addig a vállalat értékének megadása jóval bonyolultabb.
A Beyond Budgeting kutatások a hagyományos keretgazdálkodási (budget) folyamat modernizálásán, ha úgy tetszik régi formájának elhagyásán keresztül egy újfajta, a környezeti kihívásoknak jobban megfelelő vállalatirányítási rendszer kidolgozásával foglalkoznak.
A vállalatvezetés kérdéskörében a közös, kommunikált értékeket, a piaci eredményességért viselt felelősséget, az empowerment fontosságát, a hálózati és folyamat-szemléletet, a piaci jelzéseket közvetítő vállalati információ-rendszereket és a vezetők támogató szerepét (coaching) emelik ki. A másik nagy területet maga a teljesítmények kontroll rendszere jelenti, ahol a relatív célok alkalmazását, a stratégia decentralizált és folyamatos „megélését”, a rendszeres előrejelzések (rolling forecast) kialakítását, az erőforrásokhoz való szabad hozzáférést (paraméterek betartása mellett), a kulcsmutatókon keresztüli decentralizált kontrollt és a relatív teljesítmények alapján történő javadalmazást javasolják.
A Beyond Budgeting koncepció lényeges eleme, hogy a stratégia megvalósítása megjelenik a vállalat mindennapjaiban: a kultúra, a célok, a döntések és a felelősség szintjén
A controlling elmélete és gyakorlata ma egymással párhuzamosan, egymást támogatva fejlődik. Folytatódik a controlling terjedése az üzleti szférán túl a közszolgálat, a nonprofit szektor szervezetei irányába; másrészt egyre hatékonyabbá válik az egyes funkcionális / speciális területek controllingja

## A kontrolling Magyarországon
A kontrolling rendszerek kialakítása és a vállalatok irányítási rendszerébe való beillesztése Magyarországon a nyolcvanas évek végétől figyelhető meg. A vállalati gazdasági vezetők szervezetében, általában különálló szervezeti egységként működő közgazdasági osztályok munkatársai a mai kontrollerek közvetlen elődjeinek tekinthetők, hiszen feladatuk a vállalat, illetve az egyes egységek teljesítményének megtervezése, elemzése volt – alapvetően követő jelleggel, számviteli adatokra támaszkodva; valamint mindezekről információ szolgáltatása. Az óriási vállalati méretek megkívánták az egységek fokozott koordinációját.
A rendszerváltás időszakában a vállalatok működésének környezetét a társadalmi, makrogazdasági és jogi-szabályozási feltételrendszer radikális, nehezen előrejelezhető átalakulása jellemezte.
A külföldi cégek Nyugaton már kipróbált kontrolling-rendszereiket magukkal hozták Magyarországra is, azonban sok helyütt a mechanikus alkalmazás megkövetelése, a külföldi és a hazai rendszerek összehangolásának hiánya, a magyar kezdeményezések elutasítása a hatékony működtetés gátjává vált.
A gyakorlati szakemberek mellett az elméleti: vezetési, számviteli szakértők szerepe sem hanyagolható el, amikor a magyarországi kontrolling történetéről beszélünk. Munkájukkal segítették a külföldi szakirodalomban megjelenő elméleti koncepciók és gyakorlati tapasztalatok átvételét, sokszor tanácsadóként is közreműködtek vállalati átszervezéseknél
A magyar kontrolling alapvetően a német irányzathoz áll közelebb; ebben nagy szerepe volt a magyar származású, Németországban élő Horváth Péter professzor szemléletformáló munkásságának. Nálunk tehát a kontrollingot elsődlegesen a tervezés, beszámolás, koordináció, információnyújtás eszközrendszereként határozzák meg, s ennek megfelelően a controller „navigátori” szerepben jelenik meg, aki munkájával támogatja a döntéseket meghozó vállalati vezetést.

## Kontrolling a közigazgatásban
A kontrolling új irányzataihoz kapcsolódik a központi és önkormányzati közigazgatási kontrolling fejlődése is. A közigazgatásban hagyományosan hiányoztak, és mind hazai, mind nemzetközi szinten ma is hiányoznak a kontrolling eszközök.  A kontrolling hiánya operatív és stratégiai szinten is érvényesül, noha elsősorban az intézményi gazdálkodás, valamint a fejlesztési programok értékelése területén számos pozitív fejlemény jelentkezett az elmúlt 10-15 évben. A közigazgatási kontrolling előtt álló kihívások:
- a közigazgatásban is alkalmazható költség- és teljesítményszámítási rendszer kialakítása, amely támaszkodik a tevékenység-alapú és célköltség számítás eredményeire
- a hatékonyság, eredményesség, gazdaságosság hármas elvének megvalósítása, amely a stratégiai közcélokat és a közigazgatási eszközrendszer egészét (túl az intézményi gazdálkodás keretein) a kontrolling rendszer részeként értelmezi
- stratégiai kontrolling, amely a közfeladatok megvalósítását vezérlő stratégiai célokból, valamint az állampolgárok, mint ügyfelek számára értéket teremtő tevékenységekből vezeti le a tervezési premisszákat és ezekhez képest méri a teljesítményt. (Bővebben lásd: Szervezetalakítás)

## Kontrolling Európában
1.	IGC (Nemzetközi Kontrolling Egyesület)
A controllinggal foglalkozó szakemberek oktatása, továbbfejlesztése illetve e témával kapcsolatos kutatási és fejlesztési tevékenységek támogatására 1995-ben megalakult az International Group of Controlling (http://www.igc-controlling.org/) érdekképviseleti szervezet. Az egyesület célja alapvetően egy közösen képviselt controllingkoncepció, valamint egységes controllingterminológia kidolgozása és továbbfejlesztése.
Az IGC legfőbb céljai:
- A controllerek funkciójának és szerepének megismertetése.
- Az ötletek és tapasztalatok megosztására szolgáló nemzetközi fórum létrehozása.
- A piac átláthatóságának segítése, és a minőség biztosítása a controlling oktatási programok területén.
- A minőségi sztenderdek meghatározása az IGC tagok számára összekötve a „minőség-pecsét” felett való rendelkezéssel.
- Egy későbbi controller tanúsítvány alapjainak kidolgozása.

Tagok:
- Akademia Controllingu ODiTK
- Bundesverband der Bilanzbuchhalter und Controller e.V. (BVBC)
- Contrast Management-Consulting GmbH
- Controller Akademie AG
- Contrast Consulting Praha spol. s r.o.
- Controlling Akadémia, Budapest (IFUA Horváth & Partners Kft.) http://www.ifua.hu/?levelid=6&cikkid=22)
- crmT d.o.o
- CTcon GmbH
- CZSG Controller Zentrum
- Deutsche Bahn AG
- Deutsche Gesellschaft für Controlling in der Sozialwirtschaft und in NPO (DGCS) e.V.
- Deutscher Verein für Krankenhaus-Controlling e.V.
- FH Steyr Fachhochschul-Studiengänge Oberösterreich
- Horváth AG
- ICV Internationaler Controller Verein e.V.
- Institut für Privatisierung und Management
- Kaliningrad International Business School KIBS
- Management Institut Herrenhausen GmbH
- Österreichisches Controller Institut
- SAP AG
- SAS Institute GmbH
- Schweizerisches Institut für Betriebsökonomie Zürich
- Wirtschaftsförderungsinstitut (WIFI) der Wirtschaftskammer Wien
- Zürcher Hochschule Winterthur, School of Management

2.	ICV (Internationaler Controller Verein)
A Nemzetközi Controller Egyesületnek (http://www.controllerverein.com/) jelenleg több mint 6000 tagja van, túlnyomórészt a német nyelvű térségből. A tagok között találhatunk controllereket kis-, közép- és nagyvállalatoktól is. Magyarországon jelenleg két munkacsoport működik .(https://web.archive.org/web/20071103213831/http://www.controllingportal.hu/?doc=freedoc&id=nce_munkacsoportok)
Az 1975-ben alapított egyesület összefogja a controllereket, széles körben megismerteti a controlling filozófiát és magát a controlling tevékenységet (https://web.archive.org/web/20080526004249/http://www.controllerverein.com/Mi_a_controlling.123575.html?), támogatja a tapasztalatcserét és hozzájárul tagjainak szakmai fejlődéséhez.
Kifelé érdekképviseletként jelenik meg, illetve képviseli az Egyesületben koncentrálódó szakmai, üzemgazdasági szaktudást. A tagok közötti tapasztalatcsere és kommunikáció mellett az Egyesület stratégiájának fontos eleme a jövőorientált témákra való fókuszálás.